# 단양군의회
단양군의회는 충청북도 단양군 지역을 관할하는 기초의회이다.

## 조직

### 의장단
```
  * 의장
  * 부의장
```

### 회기운영
정례회

집회: 제1차 정례회 (매년 6월 중), 제2차 정례회 (매년 11월 중) ※ 다만, 전국동시 지방선거가 실시되는 연도의 제1차 정례회는 의회 의결로 9·10월 중에 따로 정할 수 있다. (주요안건: 행정사무감사, 예산안 심사, 기타 부의 안건)

임시회

집회: 군수, 재적의원 3분의 1이상 요구시 개회: 재적의원 3분의 1이상 출석

특별위원회

기능: 특정안건을 일시적으로 심사처리
소집: 위원장 또는 재적의원 3분의 1이상 요구시

본회의

의회의원 전원으로 구성되는 회의임
의회에 제출되는 안건은 본회의 의결로 최종결정
재적의원 3분의 1이상 출석으로 개의함
의원발언시간은 3분을 초과하지 못함

### 특별위원회
```
  * 조례안심사특별위원회
  * 예산결산특별위원회
  * 공유재산관리계획심사특별위원회
  * 주요사업장현지점검특별위원회
  * 행정사무감사및주요사업장현지점검사후관리특별위원회
  * 행정사무감사특별위원회
```

### 사무기구
```
  * 전문위원
  * 의정팀
  * 의사팀
  * 정책지원팀
```

## 역대 단양군의회 의원
제 1대 의회(1991 ~ 1995)

```
  1994. 07. 02.제1대 단양군의회 후반기 2대 의장단 선출 (의장 장용두, 부의장 김영주)

  1993. 04. 09.제1대 단양군의회 후반기 의장단 선출 (의장 지성구, 부의장 장용두)

  1991. 04. 15.제1대 단양군의회 전반기 의장단 선출 (의장 이완영, 부의장 조동형)

  1991. 04. 15.제1대 단양군의회 개원

  1991. 03. 26.제1대 단양군의회의원 선거 (선거구 : 7)
```

제 2대 의회(1995 ~ 1998)

```
  1996. 12. 28.제2대 단양군의회 후반기 의장단 선출 (의장 김수영, 부의장 허수일)

  1995. 07. 07.제2대 단양군의회 전반기 의장단 선출 (의장 이완영, 부의장 최상우)

  1995. 07. 07.제2대 단양군의회 개원 (의장 이완영, 부의장 조동형)

  1995. 06. 27.제2대 단양군의회의원 선거 (선거구 : 8)
```

제 3대 의회(1998 ~ 2002)

```
  2000. 07. 05.제3대 단양군의회 후반기 의장단 선출 (의장 이수섭, 부의장 유영진)

  1998. 07. 09.제3대 단양군의회 전반기 의장단 선출 (의장 박창수, 부의장 김영주)

  1998. 07. 09.제3대 단양군의회 개원

  1998. 06. 04.제3대 단양군의회의원 선거 (선거구 : 8)
```

제 4대 의회(2002 ~ 2006)

```
  2005. 04. 30.어상천면 의원 재선거 (라광우 의원 당선)

  2004. 11. 22.제4대 단양군의회 후반기 부의장 보궐선거 (부의장 지영돈)

  2004. 07. 05.제4대 단양군의회 후반기 의장단 선출 (의장 윤수경, 부의장 허수일)

  2003. 10. 30.어상천면 의원 보궐선거(허수일 의원 당선)

  2002. 07. 10.제4대 단양군의회 전반기 의장단 선출 (의장 김재홍, 부의장 임동철)

  2002. 07. 10.제4대 단양군의회 개원

  2002. 06. 13.제4대 단양군 기초의회의원 선거 (선거구 : 8)
```

제 5대 의회(2006 ~ 2010)

```
  2008. 07. 04.제5대 단양군의회 후반기 의장단 선거 (의장 신태의, 부의장 양수자)

  2006. 07. 07.제5대 단양군의회 전반기 의장단 선출 (의장 엄재창, 부의장 오영탁)

  2006. 07. 07.제5대 단양군의회 개원

  2006. 05. 31.제5대 단양군의회의원 선거(선거구 2, 의원수 7)
```

제 6대 의회(2010 ~ 2014)

```
  2012. 07. 06.제6대 단양군의회 후반기 의장단 선출(의장 신태의, 부의장 장영갑)

  2010. 07. 08.제6대 단양군의회 개원

  2010. 07. 07.제6대 단양군의회 전반기 의장단 선출 (의장 오영탁, 부의장 김동진)

  2010. 06. 02.제6대 단양군의회의원 선거 (선거구 2, 의원수 7명)
```

제 7대 의회(2014 ~ 2018)

```
  2016. 07. 05.제7대 단양군의회 후반기 의장단 선출 (의장 조선희, 부의장 김영주)

  2014. 07. 07.제7대 단양군의회 전반기 의장단 선출 (의장 이범윤, 부의장 조선희)

  2014. 07. 07.제7대 단양군의회 개원

  2014. 06. 04.제7대 단양군의회의원 선거 (선거구 2, 의원수 7명)
```

제 8대 의회(2018 ~ 2022)

```
  2020. 07. 03.제8대 단양군의회 후반기 의장단 선출 (의장 장영갑, 부의장 오시백)

  2018. 07. 03.제8대 단양군의회 전반기 의장단 선출 (의장 김영주, 부의장 강미숙)

  2018. 07. 03.제8대 단양군의회 개원

  2018. 06. 13.제8대 단양군의회의원 선거 (선거구 2, 의원수 7명)
```

제 9대 의회(2022 ~ 현재)

```
  2022. 07. 04.제9대 단양군의회 전반기 의장단 선출 (의장 조성룡, 부의장 김혜숙)

  2018. 07. 03.제8대 단양군의회 후반기 의장단 선출 (의장 이상훈, 부의장 김영길)

  2022. 07. 04.제9대 단양군의회 개원

  2022. 06. 01.제9대 단양군의회의원 선거(선거구2, 의원수 7명)
```